# Ronde van Spanje 2012
De 67e editie van de Ronde van Spanje begon op zaterdag 18 augustus 2012 in Pamplona met een ploegentijdrit en eindigde op zondag 9 september in de hoofdstad Madrid.
Nadat in de editie van 2011 voor het eerst sinds lange tijd etappes in Spaans Baskenland op het programma stonden, werd dit jaar voor het eerst in achttien jaar de regio Navarra bezocht. Ook werd er in de 8e en 9e rit een uitstapje gemaakt naar buurland Andorra. De zuidelijke helft van Spanje werd daarentegen volledig overgeslagen.

## Startlijst

### Deelnemende ploegen
De achttien ploegen van de UCI World Tour 2012 hebben sowieso het recht, en de plicht, om te starten. Daarnaast heeft de organisatie nog vier wildcards om uit te delen aan ploegen van het ProContinentale niveau. Twee wildcards gingen naar Spaanse teams, één ging naar Cofidis, de ploeg van viervoudig bergkoning David Moncoutié en de laatste startplek was voor het Nederlandse team Argos-Shimano.
In Pamplona stonden twintig Nederlanders en drie Nederlandse ploegen aan de start van de 67ste Vuelta. Rabobank nam zes Nederlanders mee, Vacansoleil-DCM vijf en Argos-Shimano twee. De Amerikaanse ploeg Garmin-Sharp stelde vier Nederlanders op. Lars Boom was de laatste Nederlandse ritwinnaar in de Vuelta. In 2009 won hij bij zijn debuut gelijk een etappe. Bauke Mollema, kopman bij Rabobank samen met Robert Gesink, werd in 2011 vierde in het eindklassement én hij won het puntenklassement.
| 18 UCI World Tour-ploegen | 18 UCI World Tour-ploegen | 18 UCI World Tour-ploegen | 4 wildcards                 |
| ------------------------- | ------------------------- | ------------------------- | --------------------------- |
| AG2R-La Mondiale          | Lampre-ISD                | Sky ProCycling            | Andalucía                   |
| Astana Pro Team           | Liquigas-Cannondale       | Team Garmin-Sharp         | Argos-Shimano               |
| BMC Racing Team           | Lotto-Belisol             | Team Katjoesja            | Caja Rural                  |
| Euskaltel-Euskadi         | Omega Pharma-Quick Step   | Team Movistar             | Cofidis, le crédit en ligne |
| FDJ-BigMat                | Rabobank                  | Saxo Bank-Tinkoff Bank    |                             |
| Orica-GreenEdge           | RadioShack-Nissan-Trek    | Vacansoleil-DCM           |                             |

Voor veel ronderenners is de ronde een mogelijkheid om een teleurstellende Tour de France te vergeten. Er zullen in totaal 198 renners meedoen waaronder Alberto Contador, die door een schorsing de Ronde van Frankrijk moest missen. De Spanjaard Samuel Sánchez, die in de tour uitviel, doet niet mee.
In deze ronde maken twee landen hun debuut, namelijk China met Ji Cheng van Team Argos-Shimano en Eritrea met Daniel Teklehaimanot van Team Orica-GreenEdge.

### Favorieten
Als grootste favorieten voor de eindzege golden vooraf Alberto Contador, net terug van een schorsing, en Chris Froome, die zowel in de Ronde van Spanje 2011 als in de Ronde van Frankrijk 2012 tweede werd ondanks dat hij beide keren als knecht voor Bradley Wiggins reed. Als andere kandidaten voor de eindzege golden Joaquim Rodríguez, tweede in de Ronde van Italië 2012 en Juan José Cobo, de titelverdediger.

## Verloop
In Pamplona was Team Movistar met een marge van 10 seconden voorsprong op de nummers twee (Omega Pharma-Quickstep), drie (Rabobank) en vier (BMC Racing Team), de winnaar van de ploegentijdrit. Jonathan Castroviejo kwam als eerste over de streep en pakte de eerste rode leiderstrui. De tweede etappe was een vlakke etappe naar Viana. John Degenkolb won namens Argos-Shimano de massasprint voor Allan Davis en Ben Swift. Op het enige colletje van de dag was Javier Chacón, die deel uitmaakte van de kopgroep, de eerste die de top bereikte en zo de eerste blauwe bolletjestrui veroverde.
In de derde etappe, de eerste bergetappe, lieten de favorieten zich meteen zien. Op de beklimming van de slotklim Alto de Arrate viel Alberto Contador meermalen aan, waarbij alleen het drietal Joaquim Rodriguez, Alejandro Valverde en Chris Froome konden volgen. Valverde klopte Rodriguez na een millimetersprint en veroverde de rode trui. Op zes seconden volgde een select groepje met daarin de overige kanshebbers. Voorafgaand aan het vuurwerk op de laatste klim was Pim Ligthart in de kopgroep de eerste die de top van de eerste drie beklimmingen passeerde en zo genoeg punten sprokkelde voor de bergtrui.
Etappe vier is eveneens een etappe met aankomst bergop. In de kopgroep versloeg Simon Clarke zijn medevluchter Tony Martin en pakte zo de ritwinst, de groene trui en de bolletjestrui. Op het moment dat Team Sky op kop van het peloton begon te versnellen, kwam klassementsleider Valverde ten val. Het incident leidde tot de vorming van waaiers. Valverde slaagde hierdoor niet in aansluiting te krijgen bij de groep der favorieten en verliest bijna een minuut tijd. Rodriguez nam de leiderstrui over.
De vijfde etappe was een vlakke etappe waarbij acht ronden werden gereden rondom Logroño. In de massasprint versloeg Degenkolb opnieuw zijn tegenstanders en pakte zo zijn tweede ritwinst, Daniele Bennati en Gianni Meersman werden respectievelijk tweede en derde.
In de zesde etappe liet Joaquim Rodriguez opnieuw zien dat hij over de beste benen beschikt. In de aankomst bergop wist hij zijn directe concurrenten, Chris Froome en Alberto Contador, op respectievelijk vijf en achttien seconden achterstand te rijden. Hij soleerde hiermee naar de winst op de Fuerte del Rapitán.
Etappe zeven was een etappe voor de sprinters. Nadat een groep vluchters ingehaald waren mocht op het Circuit van Aragón Degenkolb aantekenen voor zijn derde overwinning. Tevens viel de nummer vier van het klassement, Rigoberto Urán, ver terug omdat hij in de laatste kilometers lek reed en verloor 1'27" op de andere klassementsrenners.
In de achtste etappe wist Valverde in de laatste 200 meter van de slotklim samen met Rodriguez de ontsnapte Contador bij te halen en als eerste de finishlijn te passeren. Froome kon het tempo van de drie Spanjaarden niet bijbenen en moest vijftien seconden prijsgeven. Rabobank had met Robert Gesink, Laurens ten Dam en Bauke Mollema drie renners in de top tien van het algemeen klassement en staat aan de leiding van het ploegenklassement.
De negende etappe werd gewonnen door Philippe Gilbert, op de klim in Barcelona demarreerde Rodrigeuz weg bij het peloton waar later Gilbert bij aansloot. De twee reden gezamenlijk naar de finish waar de Belg de sprint won van de Spanjaard. Door deze actie breidde Rodriguez zijn voorsprong uit in het algemeen klassement.
In de tiende etappe van deze ronde voer het peloton langs de Atlantische kust. Een vrijwel vlakke etappe die uitdraaide op een massasprint. Ook deze etappe werd gewonnen door John Degenkolb en pakte daarmee vier uit vier. Nacer Bouhanni probeerde het nog, maar werd tweede. Danielle Bennati kwam als derde over de finishlijn.

## Etappe-overzicht
| Datum   | Etappe  | Start-Finish                                       | Afstand  | Type                | Winnaar                                                                                           | Ploeg                                                                                             | Klassementsleider    |         |
| ------- | ------- | -------------------------------------------------- | -------- | ------------------- | ------------------------------------------------------------------------------------------------- | ------------------------------------------------------------------------------------------------- | -------------------- | ------- |
| 18 aug. | 1       | Pamplona                                           | 16,2 km  | Ploegentijdrit      | Team Movistar (Cobo, Castroviejo, Erviti, Intxausti, Lastras, Moreno, Quintana, Rojas & Valverde) | Team Movistar (Cobo, Castroviejo, Erviti, Intxausti, Lastras, Moreno, Quintana, Rojas & Valverde) | Jonathan Castroviejo |         |
| 19 aug. | 2       | Pamplona - Viana                                   | 180 km   | Vlakke rit          | John Degenkolb                                                                                    | Argos-Shimano                                                                                     | Jonathan Castroviejo |         |
| 20 aug. | 3       | Oion - Arrate (Eibar)                              | 153 km   | Bergrit             | Alejandro Valverde                                                                                | Team Movistar                                                                                     | Alejandro Valverde   |         |
| 21 aug. | 4       | Barakaldo - Valdezcaray                            | 155,4 km | Bergrit             | Simon Clarke                                                                                      | Orica-GreenEdge                                                                                   | Joaquim Rodriquez    |         |
| 22 aug. | 5       | Logroño - Logroño                                  | 172 km   | Vlakke rit          | John Degenkolb                                                                                    | Argos-Shimano                                                                                     | Joaquim Rodriquez    |         |
| 23 aug. | 6       | Tarazona - El Fuerte del Rapitán (Jaca)            | 174,8 km | Bergrit             | Joaquim Rodríguez                                                                                 | Team Katjoesja                                                                                    | Joaquim Rodriquez    |         |
| 24 aug. | 7       | Jaca - Alcañiz                                     | 160 km   | Vlakke rit          | John Degenkolb                                                                                    | Argos-Shimano                                                                                     | Joaquim Rodriquez    |         |
| 25 aug. | 8       | Lleida - Coll de la Gallina                        | 175 km   | Bergrit             | Alejandro Valverde                                                                                | Team Movistar                                                                                     | Joaquim Rodriquez    |         |
| 26 aug. | 9       | Andorra - Barcelona                                | 194 km   | Heuvelrit           | Philippe Gilbert                                                                                  | BMC Racing Team                                                                                   | Joaquim Rodriquez    |         |
| 27 aug. | Rustdag | Rustdag                                            | Rustdag  | Rustdag             | Rustdag                                                                                           | Rustdag                                                                                           | Rustdag              | Rustdag |
| 28 aug. | 10      | Ponteareas - Sanxenxo                              | 166,4 km | Vlakke rit          | John Degenkolb                                                                                    | Argos-Shimano                                                                                     | Joaquim Rodriquez    |         |
| 29 aug. | 11      | Cambados - Pontevedra                              | 40 km    | Individuele tijdrit | Fredrik Kessiakoff                                                                                | Astana Pro Team                                                                                   | Joaquim Rodriquez    |         |
| 30 aug. | 12      | Vilagarcía de Arousa - Mirador de Ezaro (A Coruña) | 184,6 km | Heuvelrit           | Joaquim Rodríguez                                                                                 | Team Katjoesja                                                                                    | Joaquim Rodriquez    |         |
| 31 aug. | 13      | Santiago de Compostella - Ferrol                   | 172,7 km | Vlakke rit          | Steven Cummings                                                                                   | BMC Racing Team                                                                                   | Joaquim Rodriquez    |         |
| 1 sep.  | 14      | Palas de Rei - Puerto de Ancares                   | 152 km   | Bergrit             | Joaquim Rodríguez                                                                                 | Team Katjoesja                                                                                    | Joaquim Rodriquez    |         |
| 2 sep.  | 15      | La Robla - Meren van Covadonga                     | 186,7 km | Bergrit             | Antonio Piedra                                                                                    | Caja Rural                                                                                        | Joaquim Rodriquez    |         |
| 3 sep.  | 16      | Villa de Jovellanos (Gijón) - Cuitu Negru          | 185 km   | Bergrit             | Dario Cataldo                                                                                     | Omega Pharma-Quickstep                                                                            | Joaquim Rodriquez    |         |
| 4 sep.  | Rustdag | Rustdag                                            | Rustdag  | Rustdag             | Rustdag                                                                                           | Rustdag                                                                                           | Rustdag              | Rustdag |
| 5 sep.  | 17      | Santander - Fuente Dé                              | 177 km   | Bergrit             | Alberto Contador                                                                                  | Saxo Bank-Tinkoff Bank                                                                            | Alberto Contador     |         |
| 6 sep.  | 18      | Aguilar de Campoo - Valladolid                     | 186,4 km | Vlakke rit          | Daniele Bennati                                                                                   | RadioShack-Nissan-Trek                                                                            | Alberto Contador     |         |
| 7 sep.  | 19      | Peñafiel - La Lastrilla                            | 169 km   | Vlakke rit          | Philippe Gilbert                                                                                  | BMC Racing Team                                                                                   | Alberto Contador     |         |
| 8 sep.  | 20      | Palazuelo del Eresma - Bola del Mundo              | 169,5 km | Bergrit             | Denis Mensjov                                                                                     | Team Katjoesja                                                                                    | Alberto Contador     |         |
| 9 sep.  | 21      | Cercedilla - Madrid                                | 111,9 km | Vlakke rit          | John Degenkolb                                                                                    | Argos-Shimano                                                                                     | Alberto Contador     |         |

## Klassementsleiders na elke etappe
| Etappe    | Rode trui Alg. klassement | Groene trui Puntenklassement | Bolletjestrui Bergklassement | Witte trui Combiklassement | Geel rugnummer Ploegenklassement | Rood rugnummer Strijdlust |
| --------- | ------------------------- | ---------------------------- | ---------------------------- | -------------------------- | -------------------------------- | ------------------------- |
| 1         | Jonathan Castroviejo      | Niet uitgereikt.             | Niet uitgereikt.             | Niet uitgereikt.           | Team Movistar                    | Imanol Erviti             |
| 2         | Jonathan Castroviejo      | John Degenkolb               | Javier Chacón                | Javier Chacón1             | Team Movistar                    | Javier Aramendia          |
| 3         | Alejandro Valverde        | Alejandro Valverde2          | Pim Ligthart                 | Alejandro Valverde3        | Team Movistar                    | Philippe Gilbert          |
| 4         | Joaquim Rodríguez         | Simon Clarke                 | Simon Clarke4                | Joaquim Rodríguez5         | Rabobank                         | Luis Ángel Maté           |
| 5         | Joaquim Rodríguez         | John Degenkolb               | Simon Clarke4                | Joaquim Rodríguez5         | Rabobank                         | Javier Chacón             |
| 6         | Joaquim Rodríguez         | John Degenkolb               | Simon Clarke4                | Joaquim Rodríguez5         | Sky ProCycling                   | Thomas De Gendt           |
| 7         | Joaquim Rodríguez         | John Degenkolb               | Simon Clarke4                | Joaquim Rodríguez5         | Sky ProCycling                   | Javier Aramendia          |
| 8         | Joaquim Rodríguez         | John Degenkolb               | Alejandro Valverde           | Joaquim Rodríguez5         | Rabobank                         | Javier Aramendia          |
| 9         | Joaquim Rodríguez         | Joaquim Rodríguez2           | Alejandro Valverde           | Joaquim Rodríguez5         | Rabobank                         | Javier Chacón             |
| 10        | Joaquim Rodríguez         | John Degenkolb               | Alejandro Valverde           | Joaquim Rodríguez5         | Rabobank                         | Javier Aramendia          |
| 11        | Joaquim Rodríguez         | John Degenkolb               | Alejandro Valverde           | Joaquim Rodríguez5         | Rabobank                         | Fredrik Kessiakoff        |
| 12        | Joaquim Rodríguez         | Joaquim Rodríguez2           | Alejandro Valverde           | Joaquim Rodríguez5         | Rabobank                         | Mikel Astarloza           |
| 13        | Joaquim Rodríguez         | Joaquim Rodríguez2           | Alejandro Valverde           | Joaquim Rodríguez5         | Rabobank                         | Juan Antonio Flecha       |
| 14        | Joaquim Rodríguez         | Joaquim Rodríguez2           | Simon Clarke                 | Joaquim Rodríguez5         | Rabobank                         | Juan Manuel Gárate        |
| 15        | Joaquim Rodríguez         | Joaquim Rodríguez2           | Simon Clarke                 | Joaquim Rodríguez5         | Team Movistar                    | Antonio Piedra            |
| 16        | Joaquim Rodríguez         | Joaquim Rodríguez2           | Simon Clarke                 | Joaquim Rodríguez5         | Team Movistar                    | Dario Cataldo             |
| 17        | Alberto Contador          | Joaquim Rodríguez2           | Simon Clarke                 | Joaquim Rodríguez5         | Team Movistar                    | Alberto Contador          |
| 18        | Alberto Contador          | Joaquim Rodríguez2           | Simon Clarke                 | Joaquim Rodríguez5         | Team Movistar                    | Gatis Smukulis            |
| 19        | Alberto Contador          | Joaquim Rodríguez2           | Simon Clarke                 | Joaquim Rodríguez5         | Team Movistar                    | Ji Cheng                  |
| 20        | Alberto Contador          | Joaquim Rodríguez2           | Simon Clarke                 | Joaquim Rodríguez5         | Team Movistar                    | Simon Clarke              |
| 21        | Alberto Contador          | Alejandro Valverde           | Simon Clarke                 | Alejandro Valverde         | Team Movistar                    | niet uitgereikt           |
| Eindstand | Alberto Contador          | Alejandro Valverde           | Simon Clarke                 | Alejandro Valverde         | Team Movistar                    | Alberto Contador          |

| 1 Etappe 3 gedragen door Javier Aramendia 2 Etappe 4, 10 en 14 gedragen door John Degenkolb | 2 Etappe 13, 15, 16 en 17 gedragen door Alejandro Valverde 3 Etappe 4 gedragen door Joaquim Rodríguez | 4 Etappe 5 gedragen door Pim Ligthart 5 Etappe 5, 6, 7, 8, 18, 19 en 20 gedragen door Alejandro Valverde | 5 Etappe 9, 10 en 11 gedragen door Chris Froome 5 Etappe 12, 13, 14, 15, 16 en 17 gedragen door Alberto Contador |

## Eindstanden

### Klassementen
| Algemeen Klassement |                    |                        |           |
| Plaats              | Naam               | Ploeg                  | Tijd      |
| 1                   | Alberto Contador   | Saxo Bank-Tinkoff Bank | 82u14'52" |
| 2                   | Alejandro Valverde | Team Movistar          | + 1'16"   |
| 3                   | Joaquim Rodríguez  | Team Katjoesja         | + 1'37"   |
| 4                   | Chris Froome       | Sky ProCycling         | + 10'16"  |
| 5                   | Daniel Moreno      | Team Katjoesja         | + 11'29"  |
| 6                   | Robert Gesink      | Rabobank               | + 12'23"  |
| 7                   | Andrew Talansky    | Team Garmin-Sharp      | + 13'28"  |
| 8                   | Laurens ten Dam    | Rabobank               | + 13'41"  |
| 9                   | Igor Antón         | Euskaltel-Euskadi      | + 14'01"  |
| 10                  | Beñat Intxausti    | Team Movistar          | + 16'13"  |
|                     |                    |                        |           |
| 16                  | Maxime Monfort     | RadioShack-Nissan-Trek | + 20'50"  |

| Ploegenklassement |                        |            |
| Plaats            | Ploeg                  | Tijd       |
| 1                 | Team Movistar          | 254u52'49" |
| 2                 | Euskaltel-Euskadi      | + 9'40"    |
| 3                 | AG2R-La Mondiale       | + 20'19"   |
| 4                 | Rabobank               | + 23'48"   |
| 5                 | Sky ProCycling         | + 26'55"   |
| 6                 | Team Katjoesja         | + 36'07"   |
| 7                 | Lampre-ISD             | + 53'00"   |
| 8                 | Saxo Bank-Tinkoff Bank | + 1u01'11" |
| 9                 | RadioShack-Nissan-Trek | + 1u17'34" |
| 10                | Caja Rural             | + 1u25'10" |

### Nevenklassementen
| Puntenklassement |                    |                        |        |
| Plaats           | Naam               | Ploeg                  | Punten |
| 1                | Alejandro Valverde | Team Movistar          | 199    |
| 2                | Joaquim Rodríguez  | Team Katjoesja         | 193    |
| 3                | Alberto Contador   | Saxo Bank-Tinkoff Bank | 161    |
|                  |                    |                        |        |
| 11               | Gianni Meersman    | Lotto-Belisol          | 67     |
| 15               | Robert Gesink      | Rabobank               | 51     |

| Bergklassement |                    |                 |        |
| Plaats         | Naam               | Ploeg           | Punten |
| 1              | Simon Clarke       | Orica-GreenEdge | 63     |
| 2              | David de la Fuente | Caja Rural      | 40     |
| 3              | Joaquim Rodríguez  | Team Katjoesja  | 36     |
|                |                    |                 |        |
| 4              | Thomas De Gendt    | Vacansoleil-DCM | 33     |
| 13             | Pim Ligthart       | Vacansoleil-DCM | 11     |

| Combinatieklassement |                    |                        |        |
| Plaats               | Naam               | Ploeg                  | Punten |
| 1                    | Alejandro Valverde | Team Movistar          | 8      |
| 2                    | Joaquim Rodríguez  | Team Katjoesja         | 8      |
| 3                    | Alberto Contador   | Saxo Bank-Tinkoff Bank | 10     |
|                      |                    |                        |        |
| 8                    | Thomas De Gendt    | Vacansoleil-DCM        | 80     |
| 39                   | Pim Ligthart       | Vacansoleil-DCM        | 190    |

## Prijzen
In totaal wordt er voor 1 miljoen euro aan prijzengeld uitgereikt. Hieronder een sterk vereenvoudigde weergave waarbij diverse bedragen zijn weggelaten of samengevoegd. Zie voor een volledig overzicht de officiële Vuelta-website.
| Prijzengeld voor classificaties     |                              |                              |           |          |          |          |          |         |         |         |         |             |
| Klassementen                        | Klassementen                 | Leider, per etappe           | 1e        | 2e       | 3e       | 4e       | 5e       | 6e      | 7e      | 8e      | 9e      | 10e t/m 20e |
| Algemeen Klassement                 | Algemeen Klassement          | € 120                        | € 112.000 | € 57.000 | € 30.000 | € 15.000 | € 12.500 | € 9.000 | € 9.000 | € 6.000 | € 6.000 | € 3.800     |
| Ploegenklassement                   | Ploegenklassement            |                              | € 12.500  | € 7.500  | € 5.500  | € 4.300  | € 3.200  | € 2.200 | € 1.100 | € 1.000 |         |             |
| Bergklassement                      | Bergklassement               | € 100                        | € 13.000  | € 6.600  | € 3.500  |          |          |         |         |         |         |             |
| Puntenklassement                    | Puntenklassement             | € 100                        | € 11.000  | € 5.000  | € 2.000  |          |          |         |         |         |         |             |
| Combinatieklassement                | Combinatieklassement         | € 70                         | € 11.000  | € 5.000  | € 2.000  |          |          |         |         |         |         |             |
| Strijdlustigste renner              | Strijdlustigste renner       |                              | € 3.000   |          |          |          |          |         |         |         |         |             |
| Prijs voor de verschillende etappes |                              |                              |           |          |          |          |          |         |         |         |         |             |
|                                     |                              |                              | 1e        | 2e       | 3e       | 4e       | 5e       | 6e      | 7e      | 8e      | 9e      | 10e t/m 20e |
| Etappe uitslag                      | Individueel                  | Individueel                  | € 11.000  | € 5.500  | € 2.700  | € 1.500  | € 1.100  | € 900   | € 900   | € 650   | € 650   | € 360       |
| Etappe uitslag                      | Ploegen                      | Ploegen                      | € 400     | € 200    | € 100    |          |          |         |         |         |         |             |
| Sprints                             | Tussensprints (2 per etappe) | Tussensprints (2 per etappe) | € 135     | € 45     | € 25     |          |          |         |         |         |         |             |
| Bergen                              | Bola del Mundo (etappe 20)   | Bola del Mundo (etappe 20)   | € 1000    | € 520    |          |          |          |         |         |         |         |             |
| Bergen                              | Buitencategorie              | Buitencategorie              | € 910     | € 600    |          |          |          |         |         |         |         |             |
| Bergen                              | 1e categorie                 | 1e categorie                 | € 460     | € 300    |          |          |          |         |         |         |         |             |
| Bergen                              | 2e categorie                 | 2e categorie                 | € 240     | € 150    |          |          |          |         |         |         |         |             |
| Bergen                              | 3e categorie                 | 3e categorie                 | € 115     | € 75     |          |          |          |         |         |         |         |             |
| Strijdlust                          | Strijdlustigste renner       | Strijdlustigste renner       | € 200     |          |          |          |          |         |         |         |         |             |

1e etappe ·
2e etappe ·
3e etappe ·
4e etappe ·
5e etappe ·
6e etappe ·
7e etappe ·
8e etappe ·
9e etappe ·
10e etappe ·
11e etappe ·
12e etappe ·
13e etappe ·
14e etappe ·
15e etappe ·
16e etappe ·
17e etappe ·
18e etappe ·
19e etappe ·
20e etappe ·
21e etappe
Startlijst · Eindstanden · Afbeeldingen
 winnaars · rode trui · 
 puntenklassement · 
 bergklassement · 
 combinatieklassement · 
 jongerenklassement · 
 ploegenklassement · 
 strijdlust

 Belgische leiderstruidragers · etappewinnaars

 Nederlandse leiderstruidragers · etappewinnaars
1935 · 1936 · 1937 · 1938 · 1939 · 1940 · 1941 · 1942 · 1943 · 1944 · 1945 · 1946 · 1947 · 1948 · 1949 · 1950 · 1951 · 1952 · 1953 · 1954 · 1955 · 1956 · 1957 · 1958 · 1959 · 1960 · 1961 · 1962 · 1963 · 1964 · 1965 · 1966 · 1967 · 1968 · 1969 · 1970 · 1971 · 1972 · 1973 · 1974 · 1975 · 1976 · 1977 · 1978 · 1979 · 1980 · 1981 · 1982 · 1983 · 1984 · 1985 · 1986 · 1987 · 1988 · 1989 · 1990 · 1991 · 1992 · 1993 · 1994 · 1995 · 1996 · 1997 · 1998 · 1999 · 2000 · 2001 · 2002 · 2003 · 2004 · 2005 · 2006 · 2007 · 2008 · 2009 · 2010 · 2011 · 2012 · 2013 · 2014 · 2015 · 2016 · 2017 · 2018 · 2019 · 2020 · 2021 · 2022 · 2023 · 2024 · 2025
 Tour Down Under · 
 Parijs-Nice · 
 Tirreno-Adriatico · 
 Milaan-San Remo · 
 Ronde van Catalonië · 
 E3 Harelbeke · 
 Gent-Wevelgem · 
 Ronde van Vlaanderen · 
 Ronde van het Baskenland · 
 Parijs-Roubaix · 
 Amstel Gold Race · 
 Waalse Pijl · 
 Luik-Bastenaken-Luik · 
 Ronde van Romandië · 
 Ronde van Italië · 
 Critérium du Dauphiné · 
 Ronde van Zwitserland · 
 Ronde van Frankrijk · 
 Ronde van Polen · 
  Eneco Tour · 
 Clásica San Sebastián · 
 Ronde van Spanje · 
 Vattenfall Cyclassics · 
 GP Ouest France-Plouay · 
 Grote Prijs van Quebec · 
 Grote Prijs van Montreal · 
 UCI Ploegentijdrit · 
 Ronde van Lombardije · 
 Ronde van Peking